# Alte Oper
Alte Oper (Gamle opera) er en stor koncertsal og det tidligere operahus i Frankfurt am Main, Tyskland. Bygningen blev indviet i 1880. Mange store operaværker har haft premiere på Alte Oper, bl.a. Carl Orffs Carmina Burana i 1937.

## Indvielse
Bygningen blev indviet d. 20. oktober 1880. Den var tegnet af den tyske arkitekt Richard Lucae, og finansieredes af indbyggerne i Frankfurt. Blandt gæsterne ved indvielsen var kejser Wilhelm 1. af Tyskland, som imponeret udtalte Das könnte ich mir in Berlin nicht erlauben. (Den slags ville jeg ikke kunne tillade mig i Berlin.) Byens indbyggere, af hvem bygningens finansiering afhang, var til at begynde med ret skeptiske over for byggeriet.

## Nyere tid
Alte Oper blev næsten totalt ødelagt under 2. verdenskrig ved et luftangreb om natten d. 23. marts 1944. Kun dele af facaden stod tilbage. I 1960'erne planlagde bystyret at bygge en moderne kontorbygning som erstatning for ruinen. Den daværende økonomiminister for Hessen og senere overborgmester Rudi Arndt, fik tilnavnet "Dynamit-Rudi" efter sit forslag i 1965 om ganske enkelt at sprænge "Tysklands smukkeste ruin" i luften ved hjælp af "lidt dynamit". Senere afviste Arndt dog at have sagt dette i fuld alvor.
Et borgerinitiativ "Red operahuset" arbejdede for at indsamle penge til rekonstruktion af bygningen efter 1953, og formåede at anskaffe 15 millioner Deutsche Mark. Den 28. august 1981 åbnede det restaurerede operahus til en pris af 160 millioner D-mark. Ved åbningen fremførtes Gustav Mahlers 8. symfoni (Mahler), "Sinfonie der Tausend". En live-optagelse af koncerten under ledelse af Michael Gielen, er tilgængelig på CD.
I dag består Alte Oper af:
- Großer Saal (Store sal) med plads til 2.500 tilskuere.
- Mozart-Saal med plads til 700.
- En række mindre sale til brug ved kongresser.

Eftersom et nyt operahus, Ny Frankfurter Opera Hus, blev bygget i 1951, blev det genopbyggede Alte Oper indrettet som koncertsal. I dag huser bygningen mange koncerter, koncertante opførelser, kongresser og gæstespil.

## Eksterne links
- Alte Oper Frankfurt Arkiveret 9. marts 2010 hos  Wayback Machine (på engelsk)
- Stadt-Panorama Alte Oper – Interaktivt dag- og natpanorama (in German)
- A view on cities
- Philharmonia.co.uk
- Publikationen der Alten Oper in der edition neue zeitschrift für musik Arkiveret 11. marts 2010 hos  Wayback Machine
- Artikel der Frankfurter Zeitung zur Eröffnung, 21. Oktober 1880 Arkiveret 29. november 2009 hos  Wayback Machine

50°06′57″N 8°40′19″Ø / 50.11583°N 8.67194°Ø